# Lac de Rillé
Le lac de Rillé (également nommé Retenue de Pincemaille), est un lac artificiel du Lathan créé en 1977 et situé à l'extrême ouest du département d'Indre-et-Loire, sur la commune de Rillé. Il est dû au barrage des Mousseaux, situé sur la commune limitrophe de Breil (Maine-et-Loire). D'une superficie de 200 hectares, il permet les activités nautiques. Sa présence au milieu des landes de Touraine en fait également un haut-lieu ornithologique.
Le train de Rillé, chemin de fer touristique à voie étroite, borde le lac.